# 互锁

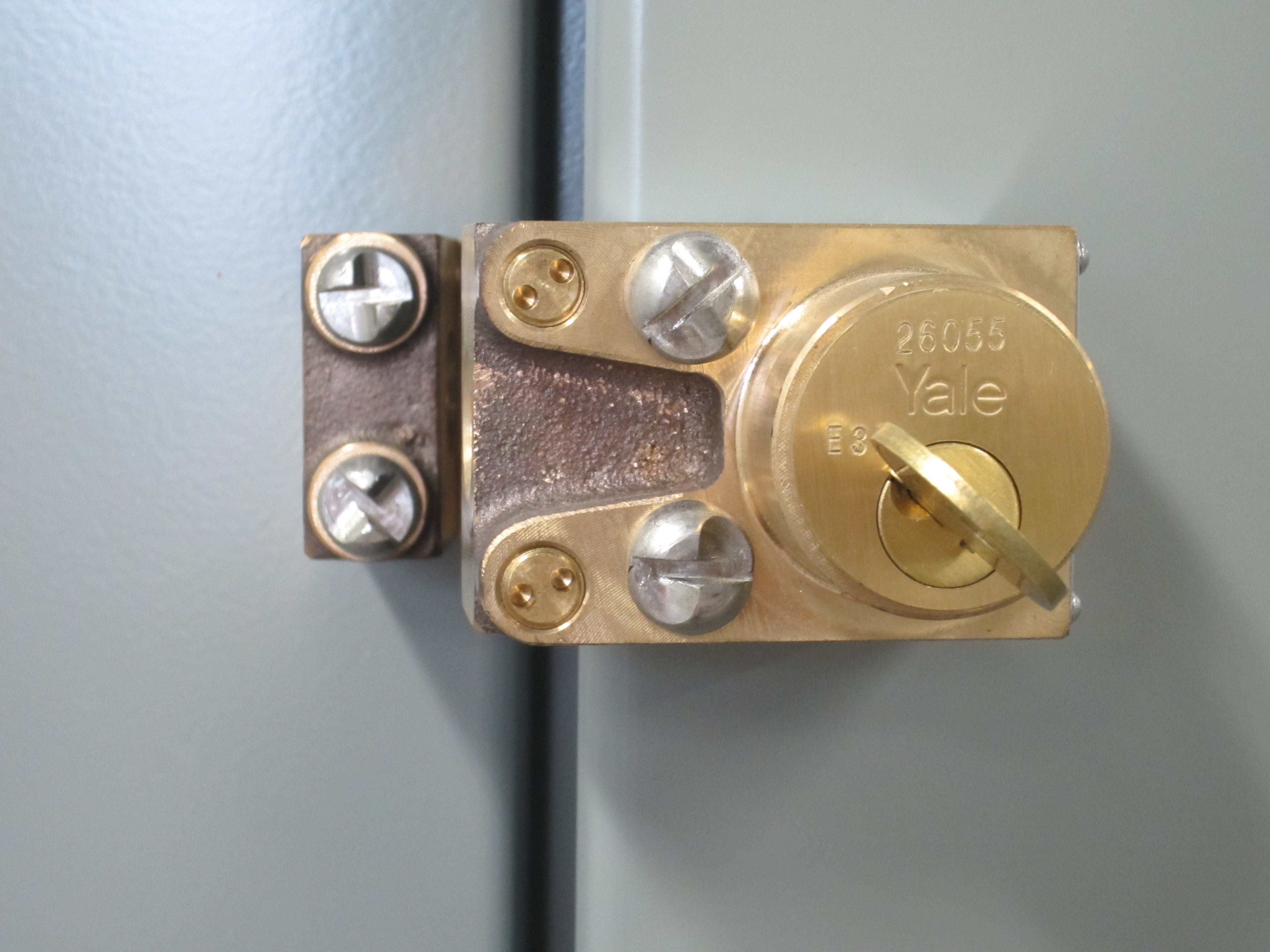
这是电气开关柜门上的一个锁定钥匙联锁装置。要打开门时，必须插入钥匙并转动以拔出将门关闭的门闩。拔出门闩后，钥匙就留在锁中。上游开关装置由使用同一把钥匙的另一个联锁装置保持打开状态；由于钥匙只能插入两个锁中的一个，因此它可以防止在柜子打开进行维护时意外关闭上游开关。联锁装置用单向螺钉固定在门上，以防止随意拆除锁，否则会导致系统失效。

互锁（interlock）是指两种设备或机制互相依赖，以阻止不期望的状态出现。用于防护操作员、设备安全。实现方法如红外线、光幕、计算机上的互锁程序、数字电路或模拟电路等等。
例如，电梯的互锁：在运行时电梯门不能打开；电梯门打开时电梯不能启动运行。而微波炉打开时就自动停止微波加热，这个不能算是互锁。
CPU的互锁机制通过向指令流水线插入bubble以避开检测到的危险。例如，软件程序从系统总线载入数据并指示系统在下个周期处理该数据，但实际载入数据需要多个周期（load-to-use危险）。
主要电源与备用电源的自动切换装置也是一种互锁设备。